# Louis Ibarchi
Louis Ibarchi ou Saint Louis Ibarchi, né en 1585 au Japon et mort en 1597 dans ce même pays, est un enfant de chœur et saint catholique. Converti au catholicisme par les missionnaires européens, il est exécuté par le pouvoir japonais qui pratique à cette époque une politique de repli vis-à-vis de l'étranger. Il est canonisé en 1862.

## Biographie
Louis Ibarchi est un enfant de chœur qui est entré chez les missionnaires franciscains. En effet, des missions chrétiennes se sont implantées au XVIe siècle au Japon, d'abord jésuites, puis notamment franciscaines, souvent d'origine italienne ou française, comme celle entreprise par Saint François Xavier à Kagoshima le 15 août 1597 par exemple,,.
Pourtant, dès la fin du XVIe siècle, le Japon, de peur d'être colonisé, va progressivement se refermer sur lui-même et interdire les missions catholiques. Refusant de renier sa foi catholique pour le bouddhisme zen, Louis Ibarchi est martyrisé le 5 février 1597 avec vingt de ses compagnons.
Il est canonisé en 1862 par l'Église de Rome.